# Richard et Maurice McDonald
Richard James « Dick » McDonald (16 février 1909 – 14 juillet 1998) et Maurice James « Mac » McDonald  (26 novembre 1902 – 11 décembre 1971) sont deux frères pionniers de la restauration rapide aux États-Unis en créant avec leur père Patrick McDonald leur premier restaurant McDonald's à San Bernardino en Californie en 1940, puis une dizaine de franchises entre 1953 et 1961 avant de revendre leur chaîne à l'homme d'affaires Ray Kroc.

## Biographie

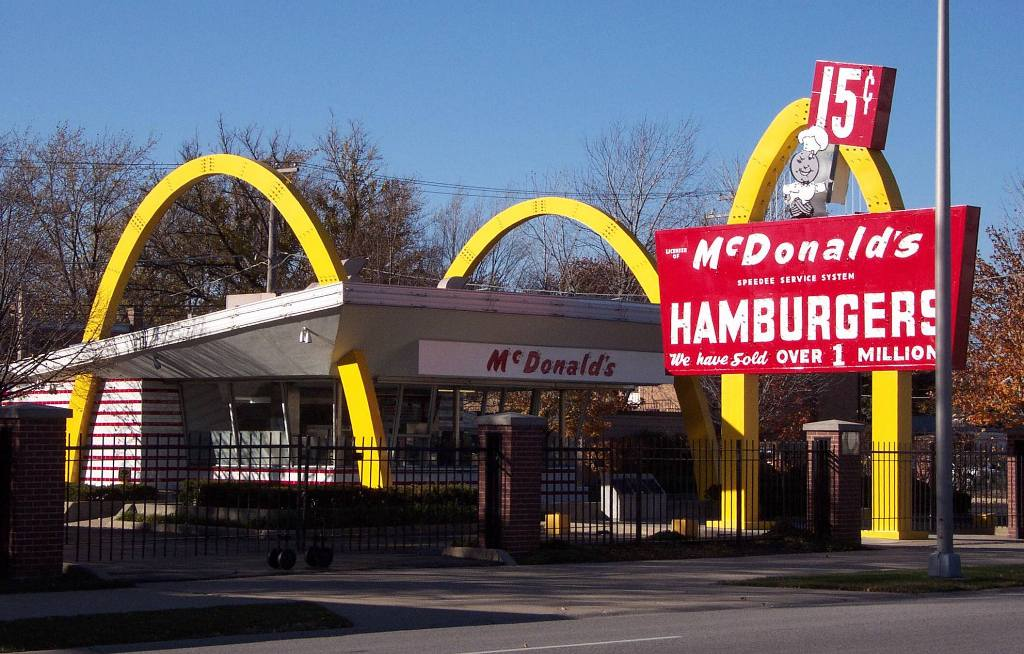
Le Musée McDonald's à Des Plaines en Illinois.

Les deux frères naissent à Manchester dans l’État américain du New Hampshire. Leurs parents, Patrick et Margarete McDonald, sont d'origine irlandaise. 
En 1937, Patrick McDonald fonde « l'Airdome », restaurant sur la Route 66 près de l'aéroport de Monrovia en Californie[réf. nécessaire]. 

## Carrières
En 1940, le restaurant est déplacé à 64 km à l'est de San Bernardino (West 14th Street / 1398 North E Street) et rebaptisé McDonald's. Le restaurant est démoli en 1976. Le site a ensuite été vendu à la chaîne de restaurants Juan Pollo pour servir de siège social. 
En 1953, les frères McDonald commencent les franchises de leur chaîne de restaurants avec succès à partir de Phoenix en Arizona. Ils se fixent pour but de gagner un million de dollars avant l'âge de 50 ans. Les restaurants franchisés sont construits sur un modèle standard créé par l'architecte Stanley Clark Meston.
En 1954, le vendeur de machines à milk-shake Ray Kroc est inspiré par le succès financier des deux frères et s'associe avec eux pour tenter de développer considérablement leur petite idée de franchise en empire de la restauration McDonald's.
En 1961, les deux frères, qui désirent maintenir un petit nombre de restaurants en franchise, vendent leur société à Ray Kroc pour 2,7 millions de dollars. La négociation de redevances à hauteur de 1 % n'a jamais été respectée par Kroc. 
Le 20 novembre 1984, Ed Rensi, alors président de McDonald's USA, sert à Richard McDonald (qui fut le premier cuisinier aux fourneaux) le 50 milliardième hamburger McDonald, au cours d'une grande cérémonie à l'hôtel Grand Hyatt de New-York.

## Mort et héritage
Maurice McDonald est décédé d'une insuffisance cardiaque à son domicile de Palm Springs, en Californie, le 11 décembre 1971, à l'âge de 69 ans.
Richard McDonald est également décédé d'une insuffisance cardiaque dans une maison de retraite à Manchester, New Hampshire, le 14 juillet 1998, à l'âge de 89 ans. 

## Dans la fiction
- Ils sont incarnés par Nick Offerman (Dick) et John Carroll Lynch (Mac) dans le film Le Fondateur de John Lee Hancock en 2016.

## Sources
- (en) Cet article est partiellement ou en totalité issu de l’article de Wikipédia en anglais intitulé « Richard and Maurice McDonald » (voir la liste des auteurs).